# Henry Alcock
Henry Upton Alcock (* 22. September 1823 in Dublin; † 6. August 1912 in Melbourne, Victoria) war ein irisch-australischer Unternehmer, Erfinder, Autor und Herausgeber im Bereich Billard. Für Weiterentwicklungen und Erfindungen im Sektor Billardtische reichte er mehrere Patente ein und wurde zu Lebzeiten mit insgesamt 22 Medaillen ausgezeichnet. Er war der erste Hersteller von Billardtischen in Australien. Das World of Billiards Magazine bezeichnete ihn als „The father of australian billiards trading“. Dieser Aussage stimmten Keith Dunstan in seinem Buch Sports und Andrew Ricketts in Walter Lindrum: Billiards Phenomenon zu.

## Leben

### Auswanderung und Firmengründung
Henry Upton Alcock wurde in Dublin geboren, das damals Teil des Vereinigtes Königreichs Großbritannien und Irland war. Im englischen London erlernte er das Schreinerhandwerk, wobei er erste Erfahrungen im Bau von Billardtischen sammelte. Schließlich beschloss er, nach Australien auszuwandern. Er schiffte sich im Oktober 1852 (andere Angabe: 30. November 1852) in London, im Alter von 29 Jahren, auf der „Africa“ nach Port Phillip ein und erreichte am 15. April 1953 Melbourne. Während der Überfahrt nach Australien verfasste er ein Reisetagebuch das später, mit Illustrationen versehen, veröffentlicht wurde.
Zunächst versuchte er sich als Goldgräber (umgangssprachlich in Australisch: to do the goldfields), ging aber schon bald wieder zurück in seinen Beruf als Schreiner. Er errichtete eine Sägemühle und eine Formenbauerei und begann mit der Herstellung von Billardtischen. 1860 gründete er an der Ecke Brunswick Street / Gertrude Street im Melbourner Stadtteil Fitzroy seine Firma „Alcock & Co“. Er begann mit vier angestellten Arbeitern, doch das Unternehmen florierte. Knapp 40 Jahre nach der Gründung existierten Zweigstellen in Perth und Brisbane.
Alcock wurde als einer der besten Holzgutachter in der Kolonie bekannt und entwickelt hochqualifizierte Techniken der Holztrocknung. Seine Tische gewannen viele Preise und, obwohl er selbst kein Billardspieler war, organisierte er Touren mit führenden britischen Spielern in Victoria. Er erhielt Hunderte von Referenzen von Spielern auf der ganzen Welt. Im Jahre 1863 veröffentlichte er in Melbourne sein Buch „Epitome or the game of billiards“, die in fünfter Auflage im Jahr 1901 erschien, sowie das Buch „The Book of Alcock Billard“.
In der Dandenong Road besaß er ein Haus, genannt „Upton Hall“ das er mit seiner Frau Jane, geborene Webb, bewohnte. Mit ihr hatte er vier Söhne (Alfred Upton Jr., * 22. September 1865), (* 20. September 1867), (* 11. Mai 1869), (* 7. Dezember 1872) und drei Töchter (* 29. März 1871), (Isabel Columbia, Hochzeit; 27. Juni 1916). Er starb 88-jährig in seiner Wahlheimat Melbourne.

### Alfred Upton Alcock (Sohn)
Sein ältester Sohn Alfred Upton Alcock (* 22. September 1865 in Hawthorn, Melbourne, Australien; † 1. Februar 1962 in Exmouth, Devon, England), der später die väterliche Firma übernahm, wurde Elektroingenieur und Erfinder.
Seine Schulbildung erhielt er, ab 1879, an der „Geelong Church of England Grammar School“ und arbeitete dann später im väterlichen Betrieb. In seiner Freizeit brachte er sich „Angewandte Elektrotechnik“ bei. Mit 16 konstruierte er aus einer Weinflasche eine Leidener Flasche, mit der er Freunden das Prinzip des Wasserkochens und Garens nachwies. Weitere Anwendungen folgen in den nächsten Jahren.
Sein erstes Patent erhielt er, 1883, mit 18 Jahren, für die Entwicklung eines elektrischen Apparates zur Nummernzählung, etwa bei Spielpunkten. Sein bemerkenswertes erfinderisches Talent seine technischen Fähigkeiten und sein handwerkliches Geschick erregte auch in Europa Aufmerksamkeit und so erhielt er 1889 die Mitgliedschaft der „Institution of Electrical Engeneers“ in London.
Mitte der 1880er Jahre interessierte sich Alfred für die öffentliche Stromversorgung. Er hatte einen Dynamo gebaut und im Jahre 1888 bauten sein Vater und er eine Generatorstation in der Corr Lane in Melbourne. In diesem Jahr wurden auch Ganz-Transformatoren nach Australien eingeführt und das Versorgungssystem, das von Alcock eingesetzt wurde, war das Einzelphasen-Wechselstrom-System. Im folgenden Jahr gründeten sie die „A. U. Alcock Electric Light and Motive Power Co.“

## Wirken

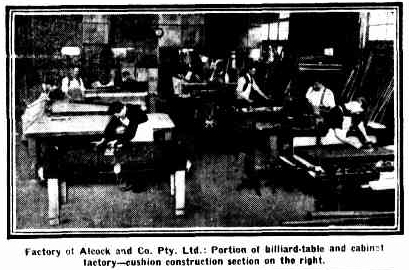
Werkstatt von Alcock’s & Co.:Billardtisch- und Tischlerei-Abteilung, Bandenfabrikation auf der rechten Seite

Befand sich Alcock’s erster Firmensitz mit vier Angestellten noch in der Brunswick Street, so zog er bald danach in die Russel Street, nachdem die Firma den ersten Räumlichkeiten entwachsen war. Die Gebäude in der Russel Street befanden sich auf der Ostseite der Straße und erstreckten sich fast über den ganzen Block zwischen Little Bourke Street und Lonsdale Street, fast bis zur Brogan Lane. Aufgrund des Wachstums des Unternehmens wurde zusätzlicher Platz erforderlich und so wurde 1906 noch eine Fabrik und ein Holzplatz in der Sturt Street, South Melbourne, erworben. Im gleichen Gebiet wurde später noch weiteres Land erworben, um den weiterhin wachsenden Ansprüchen des Unternehmens nachzukommen.
In Bezug auf die Banden des Billardtisch, wo schon größere Entwicklungen in der Kunst der Billardtischfertigung zu verzeichnen waren, trieb er, ähnlich wie John Thurston, seine Entwicklungsarbeit dahin, die Temperaturempfindlichkeit der aus Gummi bestehenden Einfassungen des Billardtisches zu verringern. Damals bestand noch das Problem, dass der Gummi in der kalten Jahreszeit erhärtete und es so zeitweise für gegen die Bande prallende Billardkugeln einen anderen Reflexionswinkel gab. Alcock experimentierte unter anderem damit, Warmwasserrohre rund um die Banden zu führen, um diese gleichmäßig erwärmt zu halten. 1903 gab er die Firmenleitung an seine Söhne weiter.
In den früheren Jahren hatte Alcock große Schwierigkeiten, Schiefer für seine Tische zu erhalten. Er fand heraus, dass einige der frühen Siedler in Collingwood ihre Häuser ganz aus Schiefer erbaut hatten. Also kaufte er die Häuser, riss sie ab und benutzt den Schiefer für seine Tische. Später besaß er dann einen Schieferbruch in Castlemaine. Um aber die notwendigen Mengen zu erhalten, musste er zusätzlich Schiefer aus Wales, Italien und Portugal importieren.
Nach seinem Umzug in die 132 Russel Street 1862 wurden schon über 40 Männer beschäftigt und inzwischen hatte er einen recht umfangreichen Maschinenpark. Von 1867 bis 1868 installierte er eine neue Furniersäge mit drei Tonnen Gewicht, 3,65 Metern im Durchmesser (12 Fuß). Allein die Installation dieser Maschine dauerte knapp ein halbes Jahr. Sie kostete etwa 1.800 £ und wurde mit 25.000 Gummifüßen unterfangen, und sie war die einzige Maschine ihrer Art in der südlichen Hemisphäre. Mit ihr war er in der Lage, Furniere in einer Dicke zwischen 1,8 mm und 25 mm zu schneiden (1/14–1 Zoll). Die damit möglichen Produktionsmengen reichten theoretisch aus, um den Bedarf der gesamten australischen Kolonie zu decken.
1873 beschäftigte Alcock schon 60 Männer, 1877 war seine Einrichtung in der Lage, alle vier Stunden einen Tisch zu fertigen. 1883 standen dann schon 140 Angestellte auf seiner Gehaltsliste. Zwischen 1883 und 1885 verarbeitete das Unternehmen ca. 1.371.000 lfm Baumstämme (4 1/2 Millionen Fuß) in ihren Sägen.
Alcock’s hatte praktisch alle Prozesse der Billardtischherstellung unter einem Dach in der Russell Street zusammengeführt. Das Nutzholz wurde als Stammware geliefert, zersägt und getrocknet; Tischgestelle wurden gebaut, Beine gedrechselt, Schiefertafeln zugeschnitten, verdübelt, verschraubt und verschliffen, die Banden gefertigt, Billardkugeln aus Elfenbein gedrechselt; Queues und andere Accessoires hergestellt etc. Lange Zeit musste lediglich das Billardtuch, das die Spielfläche des Tisches bedeckte, importiert werden. Henry Alcock setzte eine Prämie für den ersten australischen Hersteller von 500 £ aus, der ein qualitativ angemessenes Billardtuch herstellen konnte. Das Preisgeld wurde nie erhoben.
Im Jahr 1864 besuchte der damals amtierende Weltmeister im English Billiards, John Roberts Sr., Melbourne. Im Albion Hotel spielte er auf einem Tisch, den Alcock’s hergestellt hatte. Roberts kommentierte, er habe „in meinem Leben nie auf einem besseren Tisch gespielt“.

## Patente und Erfindungen
- 1866: Erfindung einer Dreh-, Abkant- und Hohlkehlmaschine. Anzeige im Ballarat Star vom 6. August 1866.[18]
- 1868: Erfindung und Patentierung einer Würfel-Wurfmaschine. In: The Cromwall Chronical vom 18. April 1868. Abgerufen am 13. Juli 2013.[19]
- 1881: Patent-Nr.: 237; Wechseltisch (Billard- und Esstisch). Anzeige im South Australian Register vom 4. Oktober 1881.[20]
- 1881: Erfindung und Patent über die Verbesserung von gasbefeuerten Leuchten.[21]
- 1902: Patentanzeige über einen Wechseltisch (Billard- und Esstisch). In: Evening News Sydney vom 9. August 1902.[22]
- 1902: Patentanzeige von H.U. Alcock über eine Ausziehcouch und einen Billardtisch. In: Freeman’s Journal Sydney vom 20. September 1902.[23]

## Auszeichnungen
Gold (Medaillen)
- Victorian International Exhibition 1878
- Melbourne International Exhibition 1880
- New Zealand International Exhibition 1882
- Jubilee of Victoria Exhibition 1884
- Melbourne Centennial Exhibition 1888
- Tasmanian Centennial Exhibition 1891–1892
- Ballarat Industrial Exhibition 1895–1896
- Queensland International Exhibition 1897
- Great Britain (London) Exhibition 1899
- Victorian Gold Jubilee Exhibition 1901–02

Silber (Medaillen)
- Philadelphia (USA) Exhibition 1876
- Melbourne International Exhibition 1880
- New Zealand International Exhibition 1882
- Melbourne Centennial Exhibition 1888

Bronze (Medaillen)
- Dublin International Exhibition 1865
- Philadelphia Exhibition 1876
- Sydney International Exhibition 1879
- Colonial and Indian Exhibition 1886
- Adelaide Jubilee Exhibition 1887

Weitere zwei Bronzemedaillen erhielt die Firma in den 1920ern nach Alcocks Tod auf den „Empire Exhibitions“.

## Veröffentlichungen
- Henry Upton Alcock: Epitome of the Game of Billiards (Alternativtitel: Alcock on Billiards). Containing the modern European and American games, copiously illustrated with instructive diagrams, together with an appendix, comprising croquet, or lawn billiards (ladies’ game), bagatelle, rivoli, etc. Hrsg.: William Maddock. George Robertson, Melbourne, S. 199 (1863/1868).
- Henry Upton Alcock: Diary and Papers. 1852, S. 63.
- Henry Upton Alcock: The Alcock book of billiards. With illustrations, diagrams, and original breaks, also rules of billiards (in all forms) brought to date of latest authorities. 5. Auflage. Sands & McDougall, Melbourne 1901, S. 210.[24][25]
- Henry Upton Alcock, John Roberts Jr.: Billiards and other games of the table. Hrsg.: Henry Upton Alcock. 5. Auflage. Alcock & Company, Melbourne 1877, S. 253.